# Seleção Tuvaluana de Futebol

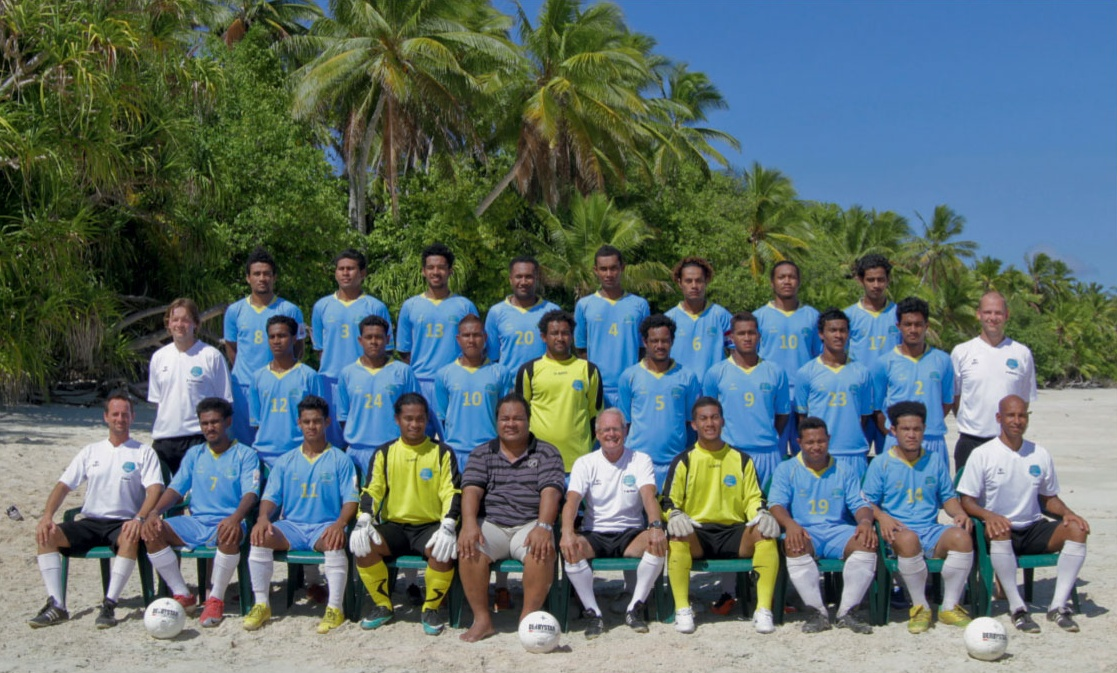
Jogadores e comissão técnica da Seleção de Tuvalu.

A Seleção Tuvaluana de Futebol representa Tuvalu nas competições de futebol. Manda suas partidas no Tuvalu Sports Ground em Funafuti. Entretanto, o país não é membro da FIFA, mas é associado da Confederação de Futebol da Oceania (OFC).
O seu primeiro jogo foi no dia 26 de agosto de 1979 frente à seleção da Nova Caledônia, no qual foi derrotada por 11-0.
A sua maior derrota foi contra o Taiti por 18 a 0. Passados 28 anos, voltaram a defrontar-se, mas o resultado dessa vez foi diferente: Tuvalu empatou a uma bola. Quatro anos depois de sua última partida, Tuvalu, agora sob o comando do neerlandês Foppe de Haan (ex-técnico do Heerenveen e da seleção Sub-21 dos Países Baixos, voltou à ativa em 2011 enfrentando a Samoa Americana, vencendo-a por 4 a 0.

## História

### Jogos do Pacífico Sul de 1979
A equipe de Tuvalu, capitaneada por Karl Tili, disputou três jogos internacionais nos Jogos do Sul do Pacífico de 1979, realizados em Fiji, com Kokea Malu como treinador. Lá, a equipe registrou uma grande vitória, 5-3 contra Tonga, e sua pior derrota, perdendo 18-0 para o Taiti no primeiro jogo da competição. Tuvalu recuperou para bater Tonga no segundo jogo, no entanto, no terceiro jogo foi derrotado pela Nova Caledônia por 10-2. O próximo jogo foi contra o Kiribati, que foi empatado em 3-3; no entanto, Tuvalu venceu a disputa por pênaltis por 4 a 2. No último jogo do primeiro turno, Tuvalu foi derrotado por Guam por 7-2.

### Jogos do Pacífico Sul de 2003
No jogo de preparação para os Jogos do Pacífico Sul de 2003, Tuvalu jogou um amistoso contra Fiji e foi derrotado por 9 a 0.
Tuvalu também participou de quatro jogos nos Jogos do Pacífico Sul de 2003, realizados novamente em Fiji, com Tim Jerks como treinador. Depois de derrotar Kiribati 3–2 em seu jogo de abertura, Tuvalu novamente jogou com Fiji, neste jogo Fiji venceu por 4-0. No jogo contra o Vanuatu, Tuvalu foi derrotado por 1-0. No último jogo do torneio contra as Ilhas Salomão, Tuvalu foi derrotado por 4-0. Tuvalu terminou em quarto em cinco no Grupo A.[carece de fontes?]

### Eliminatórias para aCopa do Mundo FIFA de 2010eCopa das Nações da OFC de 2008

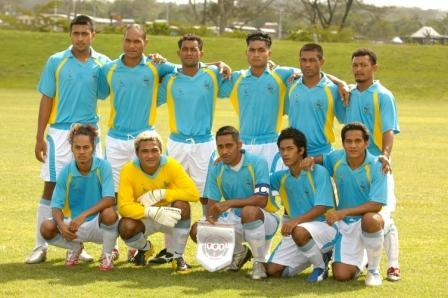
Seleção Tuvaluana que disputou os Jogos do Pacífico de 2007.

Em 2007, com Toakai Puapua como treinador e Petio Semaia como capitão, Tuvalu tornou-se o primeiro membro não-FIFA a participar de uma partida oficial de qualificação para a Copa do Mundo. A situação surgiu quando o órgão governamental regional usou a competição de futebol nos Jogos do Pacífico Sul de 2007, como a primeira etapa do torneio de qualificação para a Copa do Mundo da FIFA de 2010 e torneio de qualificação para a Copa das Nações da OFC de 2008. Fiji derrotou Tuvalu 16-0. No entanto, Tuvalu lutou muito contra a Nova Caledônia (que eram líderes conjuntos da competição) e perdeu apenas 1-0. Tuvalu então empatou em 1-1 com o Taiti, com um empate tardio de Viliamu Sekifu, No entanto, as Ilhas Cook derrotaram Tuvalu 4–1. A equipe das Ilhas Cook foi treinada por Tim Jerks, que já havia treinado Tuvalu.

### Jogos do Pacífico de 2011

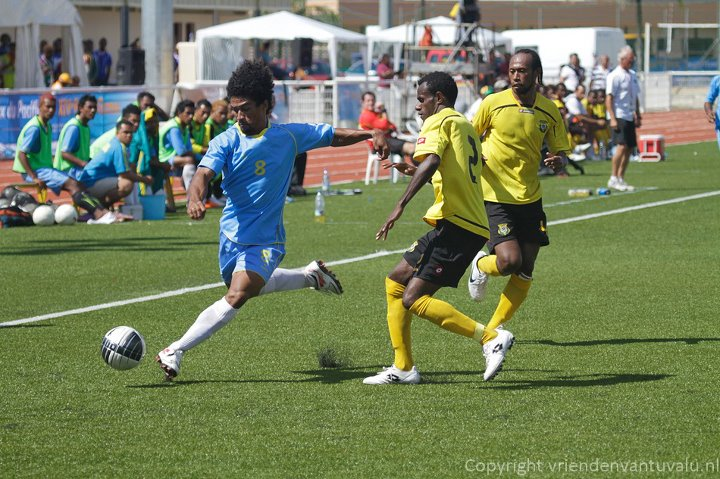
Okilani Tinilau, meio-campista de Tuvalu, durante o jogo contra Vanuatu pelos Jogos do Pacífico de 2011.

Em 2011 a Associação Nacional de Futebol de Tuvalu contratou o técnico Foppe de Haan como técnico em tempo parcial e como voluntário.
De Haan já treinou o SC Heerenveen, o Ajax Cape Town e a seleção neerlandesa Sub-21. No jogo que antecedeu os Jogos do Pacífico de 2011, De Haan começou sua temporada com uma vitória por 3-0 sobre Samoa, com Tuvalu, capitaneada por Mau Penisula. Alopua Petoa marcou todos os três gols.
O segundo jogo de De Haan no comando viu uma vitória recorde de 4-0 sobre a Samoa Americana no primeiro jogo da campanha dos Jogos do Pacífico de 2011, com um "hat-trick" de Alopua Petoa, de 19 anos. O terceiro jogo não foi tão bem sucedido, com o lado indo para baixo 5-1 para Vanuatu. Depois de perder 8-0 para a Nova Caledônia, e 6-1 para as Ilhas Salomão, a equipe tuvaluana empatou o jogo com Guam em 1–1. A equipe tuvaluana terminou igualando com Guam no Grupo A com quatro pontos.
De Haan deixou o cargo após o torneio para se juntar ao programa juvenil do Heerenveen.

### Copa do Mundo CONIFA 2018

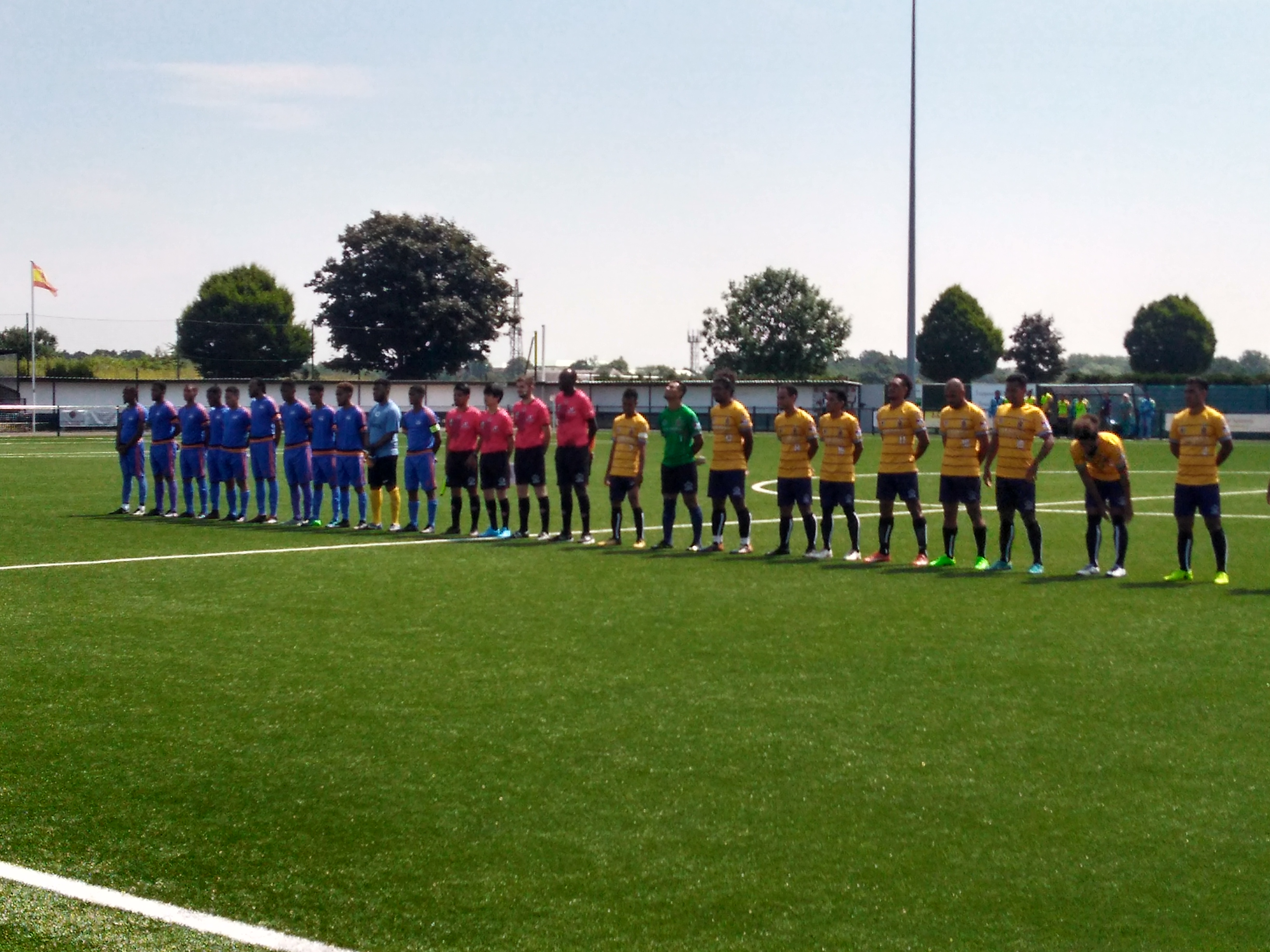
Seleções do Arquipélago de Chagos (azul) e Tuvalu (amarelo) antes do jogo pela Copa do Mundo CONIFA em junho de 2018.

Após a desistência de Kiribati, Tuvalu foi convidado a participar da Copa do Mundo CONIFA de 2018, sendo essa sua 1ª participação no torneio. Iniciou de forma desastrosa, tomando 4x0 do País Sículo e 8x0 da Padânia, sendo essa a maior goleada do torneio. Na ultima rodada contra a Matabelelândia marca seu primeiro gol na história da Copa do Mundo CONIFA, com Etimoni Timuani sendo o autor. Mesmo assim saíram derrotados por 3x1. Já eliminada, a equipe joga um playoff para definir sua colocação final, logo perdendo de sonoros 5x0 para a seleção dos Coreanos no Japão. Na segunda fase do playoff sofrem outra derrota, dessa vez para a seleção de Tamil Eelam, em partida duríssima, terminando em 4x3 contra os tuvaluanos que estavam ganhando até os 7'min de jogo. Na "última" partida do playoff vencem a seleção de Ellan Vannin por W.O. e se despedem do torneio na 15ª posição geral. Mas após a seleção do Arquipélago de Chagos decidir jogar as partidas da seleção de Ellan Vannin (que estava suspenso da CONIFA por ter desistido de participar do torneio), Tuvalu é obrigado a jogar uma nova partida, dessa vez contra o próprio Arquipélago de Chagos, na qual os tuvaluanos vencem por 6x1, tornando-se essa a maior goleada já aplicada pela seleção.

## Afiliação
Tuvalu é membro da Confederação de Futebol da Oceania (OFC), mas não da FIFA. Em setembro de 2008, o primeiro-ministro de Tuvalu, Apisai Ielemia, e o presidente da Federação Tuvaluana de Futebol, Tapugao Falefou, visitaram a sede da FIFA em Zurique, na esperança de se tornarem membros plenos da organização. Em dezembro de 2013, o secretário-geral da OFC, Tai Nicholas, apontou a falta de regulamentação de Tuvalu como o principal fator que impedia o país de ser aceito pela FIFA.
A Associação Nacional de Futebol de Tuvalu continua a tentar ser um membro da FIFA com a Dutch Support Tuvalu Foundation, ajudando o país com a candidatura da FIFA e com o desenvolvimento do futebol no país. Desde novembro de 2016, Tuvalu era membro da Confederação de Futebol de Associações Independentes (CONIFA), mas, desde 2022, não está mais listado como um de seus membros.

## Uniformes
| Uniforme de 1979 · (Jogos do Pacífico) \| Cores do Time Uniforme de 2003 \| Uniforme de 2007 (Titular) \| Uniforme de 2007 (Reserva) \| Uniforme de 2011 \| Uniforme de 2017 (Titular) \| Uniforme de 2017 (Reserva) \| Uniforme de 2018 (titular) \| Uniforme de 2018 (reserva) \| Uniforme de 2023 \| |                            |                            |                  |                            |                            |                            |                            |                  |
| Cores do Time Uniforme de 2003 | Uniforme de 2007 (Titular) | Uniforme de 2007 (Reserva) | Uniforme de 2011 | Uniforme de 2017 (Titular) | Uniforme de 2017 (Reserva) | Uniforme de 2018 (titular) | Uniforme de 2018 (reserva) | Uniforme de 2023 |

## Jogos marcantes
- Tuvalu 4 - 0  Samoa Americana (Jogos do Pacífico de 2011 - segunda maior vitória da Seleção)
- Tuvalu 3 - 0  Samoa (amistoso realizado em Fiji)
- Tuvalu 1 - 1  Taiti (Jogos do Pacífico Sul de 2003)
- Taiti 18 - 0  Tuvalu (Jogos do Pacífico Sul de 1979 - maior derrota da Seleção)
- Tuvalu 6 - 0 Arquipélago de Chagos  (Copa do Mundo CONIFA de 2018 - maior vitória da seleção)

## Desempenho na Copa das Nações da OFC
| Copa das Nações da OFC | Copa das Nações da OFC | Copa das Nações da OFC | Copa das Nações da OFC | Copa das Nações da OFC | Copa das Nações da OFC | Copa das Nações da OFC | Copa das Nações da OFC | Copa das Nações da OFC |                       | Recorde qualificatório | Recorde qualificatório | Recorde qualificatório | Recorde qualificatório | Recorde qualificatório | Recorde qualificatório |
| Ano                    | Fase                   | Posição                | J                      | V                      | E                      | D                      | GP                     | GC                     | J                     | V                      | E                      | D                      | GP                     | GC                     |                        |
| ---------------------- | ---------------------- | ---------------------- | ---------------------- | ---------------------- | ---------------------- | ---------------------- | ---------------------- | ---------------------- | --------------------- | ---------------------- | ---------------------- | ---------------------- | ---------------------- | ---------------------- | ---------------------- |
| 1973                   | Não era membro da OFC  | Não era membro da OFC  | Não era membro da OFC  | Não era membro da OFC  | Não era membro da OFC  | Não era membro da OFC  | Não era membro da OFC  | Não era membro da OFC  | Não era membro da OFC | Não era membro da OFC  | Não era membro da OFC  | Não era membro da OFC  | Não era membro da OFC  | Não era membro da OFC  |                        |
| 1980                   | Não era membro da OFC  | Não era membro da OFC  | Não era membro da OFC  | Não era membro da OFC  | Não era membro da OFC  | Não era membro da OFC  | Não era membro da OFC  | Não era membro da OFC  | Não era membro da OFC | Não era membro da OFC  | Não era membro da OFC  | Não era membro da OFC  | Não era membro da OFC  | Não era membro da OFC  |                        |
| 1996                   | Não era membro da OFC  | Não era membro da OFC  | Não era membro da OFC  | Não era membro da OFC  | Não era membro da OFC  | Não era membro da OFC  | Não era membro da OFC  | Não era membro da OFC  | Não era membro da OFC | Não era membro da OFC  | Não era membro da OFC  | Não era membro da OFC  | Não era membro da OFC  | Não era membro da OFC  |                        |
| 1998                   | Não era membro da OFC  | Não era membro da OFC  | Não era membro da OFC  | Não era membro da OFC  | Não era membro da OFC  | Não era membro da OFC  | Não era membro da OFC  | Não era membro da OFC  | Não era membro da OFC | Não era membro da OFC  | Não era membro da OFC  | Não era membro da OFC  | Não era membro da OFC  | Não era membro da OFC  |                        |
| 2000                   | Não era membro da OFC  | Não era membro da OFC  | Não era membro da OFC  | Não era membro da OFC  | Não era membro da OFC  | Não era membro da OFC  | Não era membro da OFC  | Não era membro da OFC  | Não era membro da OFC | Não era membro da OFC  | Não era membro da OFC  | Não era membro da OFC  | Não era membro da OFC  | Não era membro da OFC  |                        |
| 2002                   | Não era membro da OFC  | Não era membro da OFC  | Não era membro da OFC  | Não era membro da OFC  | Não era membro da OFC  | Não era membro da OFC  | Não era membro da OFC  | Não era membro da OFC  | Não era membro da OFC | Não era membro da OFC  | Não era membro da OFC  | Não era membro da OFC  | Não era membro da OFC  | Não era membro da OFC  |                        |
| 2004                   | Não era membro da OFC  | Não era membro da OFC  | Não era membro da OFC  | Não era membro da OFC  | Não era membro da OFC  | Não era membro da OFC  | Não era membro da OFC  | Não era membro da OFC  | Não era membro da OFC | Não era membro da OFC  | Não era membro da OFC  | Não era membro da OFC  | Não era membro da OFC  | Não era membro da OFC  |                        |
| 2008                   | Não se classificou     | Não se classificou     | Não se classificou     | Não se classificou     | Não se classificou     | Não se classificou     | Não se classificou     | Não se classificou     | 4                     | 0                      | 1                      | 3                      | 2                      | 22                     |                        |
| 2012                   | Não disputou           | Não disputou           | Não disputou           | Não disputou           | Não disputou           | Não disputou           | Não disputou           | Não disputou           | Não disputou          | Não disputou           | Não disputou           | Não disputou           | Não disputou           | Não disputou           |                        |
| 2016                   | Não disputou           | Não disputou           | Não disputou           | Não disputou           | Não disputou           | Não disputou           | Não disputou           | Não disputou           | Não disputou          | Não disputou           | Não disputou           | Não disputou           | Não disputou           | Não disputou           |                        |
| Total                  | —                      | 0/10                   | –                      | –                      | –                      | –                      | –                      | –                      | 4                     | 0                      | 1                      | 3                      | 2                      | 22                     |                        |

## Desempenho nos Jogos do Pacífico
- 1963 a  1978 - não se inscreveu
- 1979 - quartas de final
- 1983 a  1995 - não se inscreveu
- 2003 - primeira fase
- 2007 - primeira fase
- 2011 - primeira fase
- 2015 - não se inscreveu
- 2019 - primeira fase

## Recordes
- Atualizado até 30 de novembro de 2023[26]
- Nota: Em 'negrito os jogadores que ainda estão em atividade pela Seleção Tuvaluana.

### Mais partidas disputadas

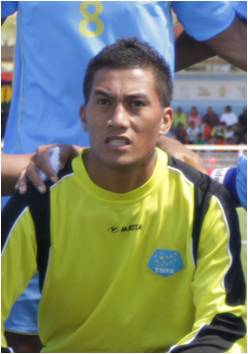
Katepu Sieni é o jogador que mais defendeu Tuvalu, com 16 partidas desde sua estreia, em 2011.

| # | Nome               | Partidas | Gols | Em atividade |
| - | ------------------ | -------- | ---- | ------------ |
| 1 | Katepu Sieni       | 16       | 0    | 2011–        |
| 2 | Alopua Petoa       | 13       | 9    | 2011–2019    |
| 3 | Mau Penisula       | 12       | 0    | 2003–2011    |
| 4 | Joshua Tui Tapasei | 11       | 0    | 2003–        |
| 4 | Sosene Vailine     | 11       | 3    | 2017–        |
| 6 | Jelly Selau        | 10       | 0    | 2007–2019    |
| 7 | James Lepaio       | 9        | 1    | 2011–2019    |
| 7 | Etimoni Timuani    | 9        | 1    | 2011–2019    |
| 9 | Paenui Fagota      | 7        | 1    | 2003–2007    |
| 9 | Matti Uaelesi      | 7        | 3    | 2017–        |

 
|

### Maiores artilheiros

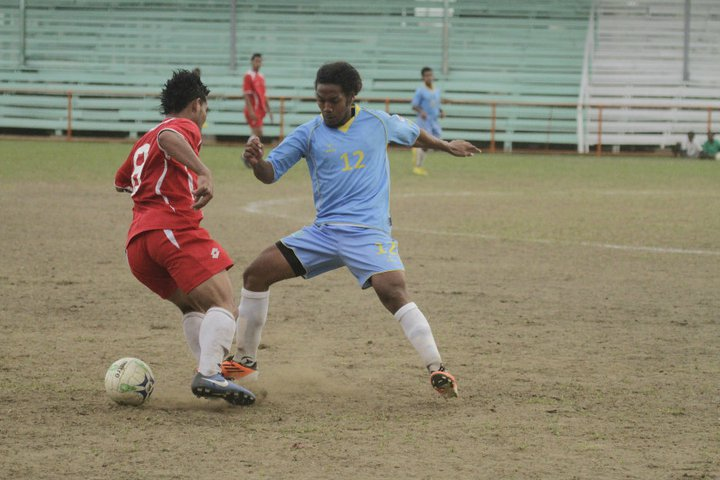
Alopua Petoa é o maior artilheiro da Seleção Tuvaluana, com 9 gols.

| # | Nome                   | Gols | Partidas | Média por jogo | Em atividade |
| - | ---------------------- | ---- | -------- | -------------- | ------------ |
| 1 | Alopua Petoa           | 9    | 13       | 0.69           | 2011–2019    |
| 2 | Saifoloi Metia Tealofi | 5    | –        | –              | 1979         |
| 3 | Andrew Pelekata        | 3    | 3        | 1              | 2023–        |
| 3 | Matti Uaelesi          | 3    | 7        | 0.43           | 2017–        |
| 3 | Sosene Vailine         | 3    | 11       | 0.27           | 2017–        |
| 6 | Keni Vine              | 2    | 3        | 0.67           | 2023–        |

## Técnicos
- Kokea Malu (1979)
- Tim Jerks (2003)
- Toakai Puapua (2006–2010)
- Foppe de Haan (2011)
- Leen Looijen (2013)
- Taukiei İtuaso (2016–2018)
- Lopati Taupili (2018)
- Mati Fusi (2019)
- Osamesa Mesako (2023–)

## Links
- Arquivo dos Mundiais